# Харпер (Либерия)
Ха́рпер (англ. Harper) — город в Либерии.

## Общая информация
Расположен на юго-востоке страны, на мысе Пальмас. Административный центр графства Мэриленд. Абсолютная высота — 59 метров над уровнем моря.
Город был назван в честь Роберта Гудли Харпера — американского политика и члена колонизационного общества. До первой гражданской войны в Либерии Харпер был важным экономическим и административным центром. Сейчас город медленно восстанавливается, здесь расположен университет Табмен (Tubman University) — один из двух государственных университетов страны. В прибрежных водах водится большое количество рыбы.

## Население
По данным на 2013 год численность населения составляет 19 690 человек.
Динамика численности населения города по годам:
| 1988   | 2008   | 2013   |
| ------ | ------ | ------ |
| 18 000 | 17 837 | 19 690 |

## Известные уроженцы
В городе родился президент Либерии с 1944 по 1971 гг. Уильям Табмен.